# Qt Group
Qt Group est une entreprise d'informatique basée à Espoo (Finlande) qui a changé plusieurs fois de nom : The Qt Company, Qt Development Frameworks, Qt Software, Trolltech et encore avant cela Quasar Technologies.
Elle est spécialisée dans le développement d'outils et de bibliothèques de développement multiplate-forme et fournit également des services de conseil.

## Qt
Son principal produit est la bibliothèque multiplate-forme Qt développée en C++ qui est notamment à la base de l'environnement graphique libre KDE. Trolltech est également à l'origine d'une version pour systèmes embarqués de Qt : Qt Extended (anciennement Qtopia). Qt est également accessible à partir de Java avec le binding Qt Jambi.

## Histoire
La société est fondée par Eirik Eng et Haavard Nord en 1994 sous le nom de Quasar Technologies. Elle change rapidement de nom pour celui de Trolltech. Les deux fondateurs commencent le développement de la bibliothèque Qt en 1991.
Le 28 janvier 2008, Nokia annonce qu'un accord est conclu pour l'acquisition de Trolltech. Cet achat ne remet pas en cause la politique de double licence de son produit phare, Qt. Une fondation liée à KDE a été créée en 1998 et a pleine autorité pour rendre Qt libre sous une licence de style BSD si la version libre de Qt n'était plus développée, si sa licence était modifiée ou encore si Qt Software déposait le bilan. L'entreprise change officiellement de nom le 28 septembre 2008 pour devenir Qt Software. Ce changement de nom est également l'occasion pour renommer Qtopia, la version embarquée de Qt, en Qt Extended et de publier une version 4.4.3 de Qt ne contenant que les changements de nom dans les divers fichiers sources.
Le 7 mars 2011, on apprend que les droits concernant QT Frameworks vont être transférés de Nokia à Digia, une entreprise finlandaise.
En septembre 2014, Digia crée The Qt Company, une filiale spécialisée dans le développement et la gestion de Qt. En mai 2016, la filiale fait son entrée en bourse au NASDAQ de Helsinki avec un nouveau nom : Qt Group.